# NV Arena
El NV Arena es un estadio de fútbol y fútbol americano austríaco situado en la ciudad de Sankt Pölten. Es donde ejerce de local el club SKN St. Pölten de la Primera Liga de Austria.
El reducto tiene capacidad para 8000 personas, y es ampliable hasta los 13 000 asientos.

## Imágenes

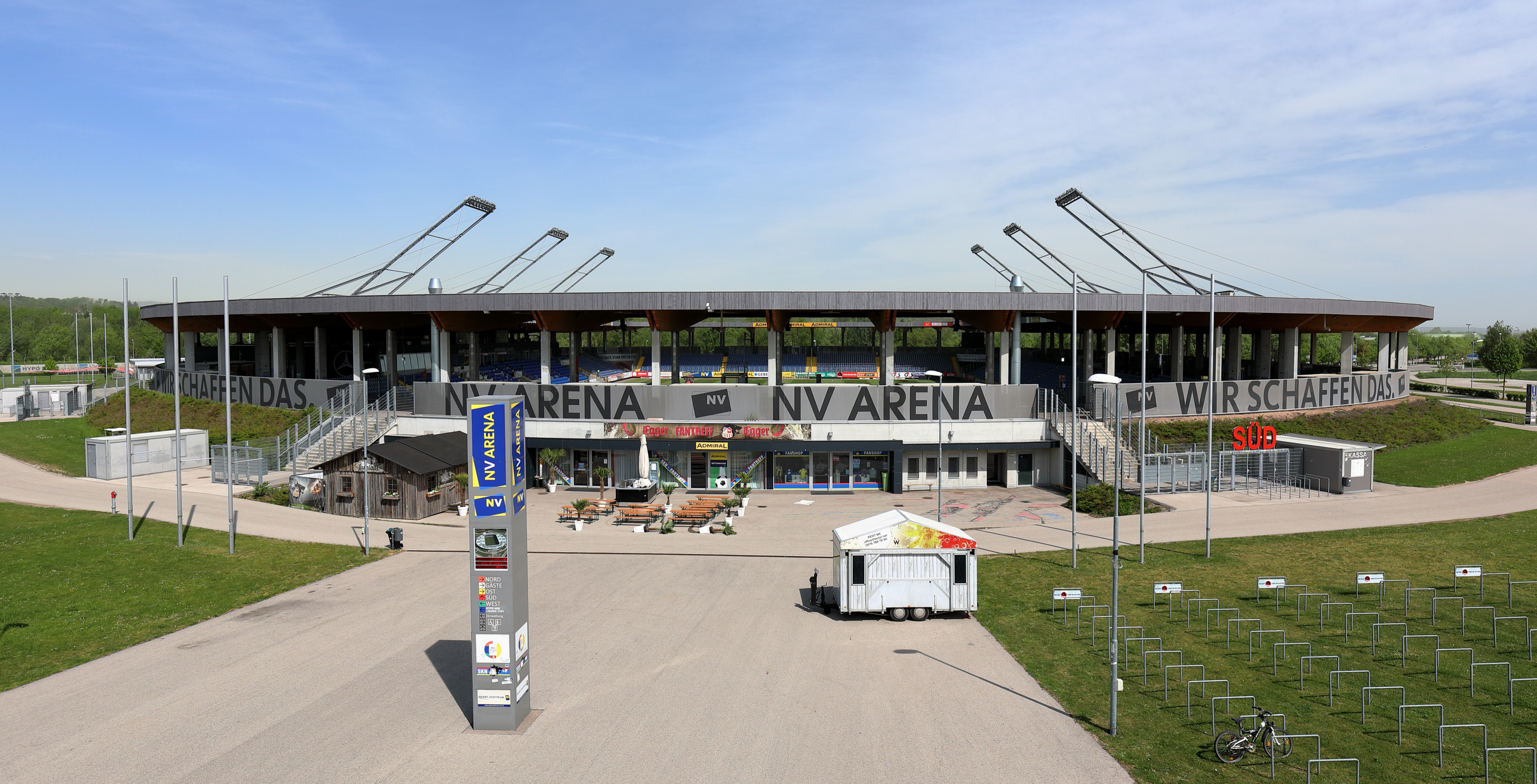
El NV Arena en 2018.
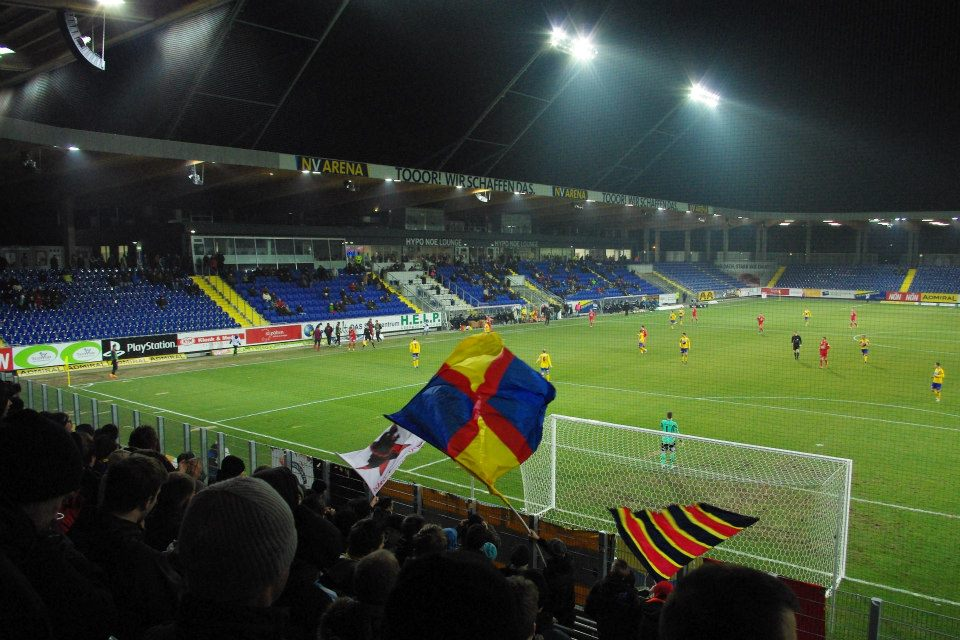
El NV Arena en marzo de 2013.
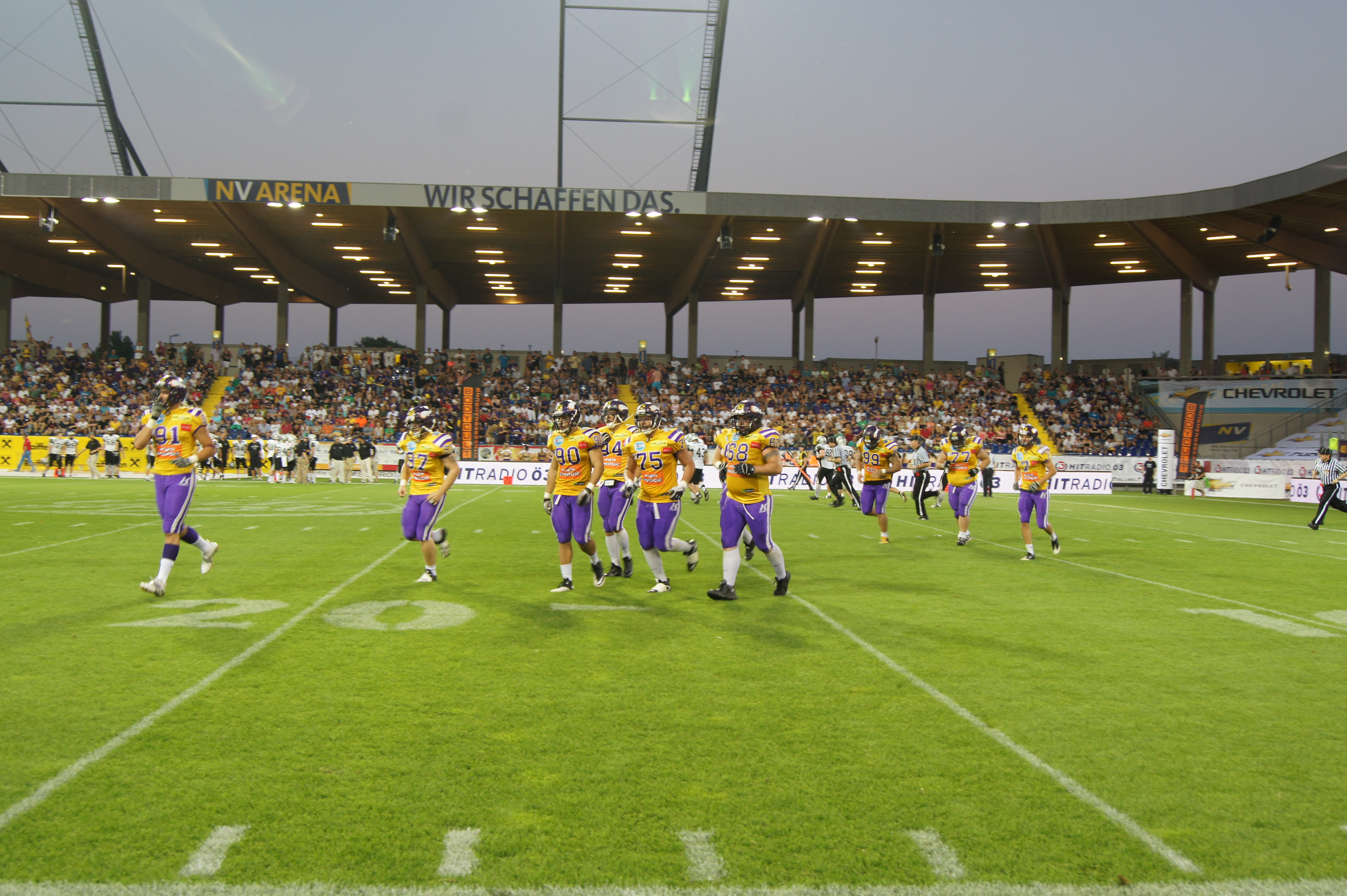
El estadio durante la final del fútbol americano austríaco en 2013.
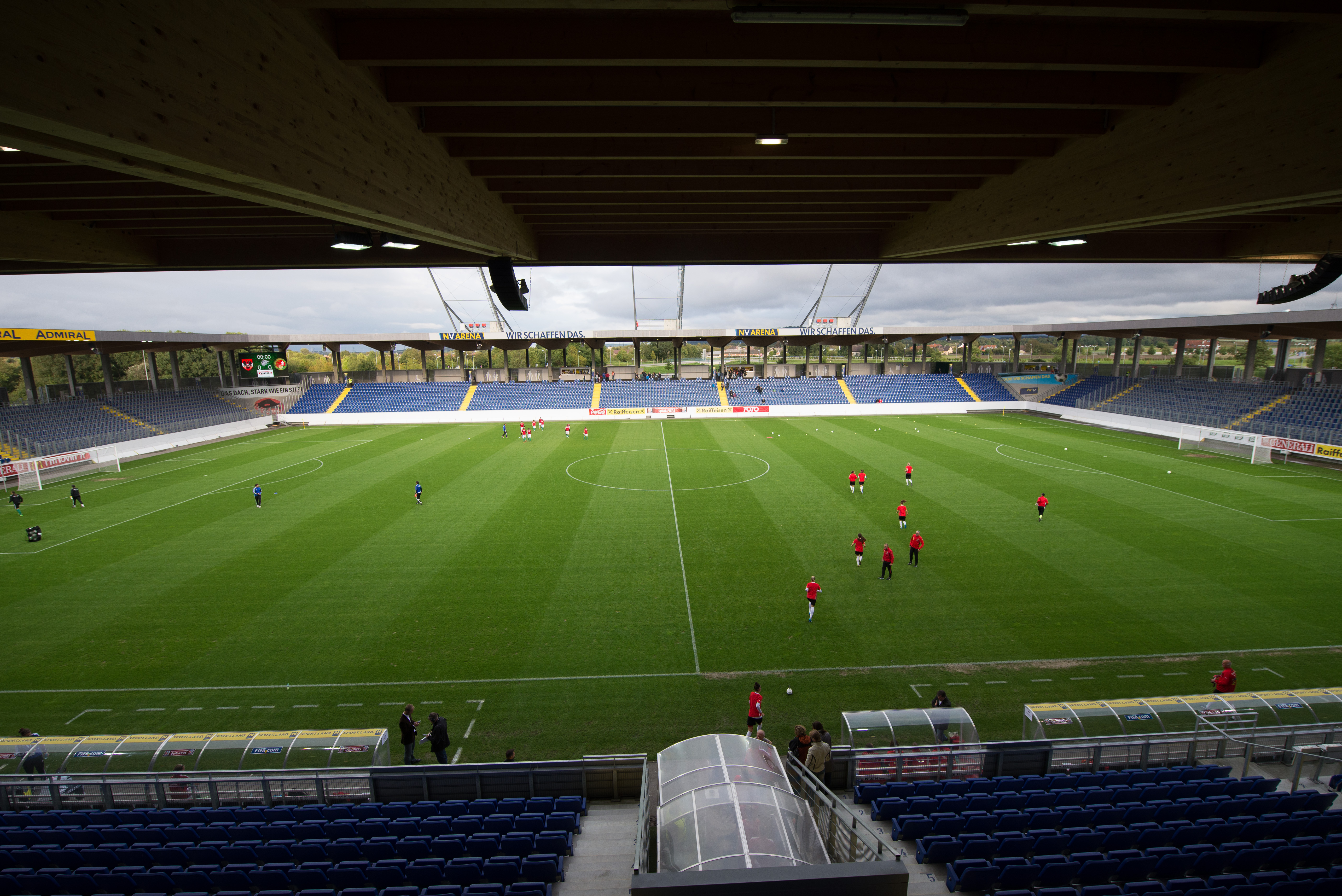
El estadio en 2014.